# 일리안 스토야노프
일리안 스토야노프(불가리아어: Илиaн Стоянов, 1977년 1월 20일 ~ )는 불가리아의 은퇴한 축구 선수로서, 선수 시절 포지션은 센터백이다.

## 축구인 경력

### 선수 경력
1995년 CSKA 소피아에 입단하였지만 주전 경쟁에서 밀려 고향을 연고로 한 벨바즈드 큐스텐딜로 이적하였다. 큐스텐딜에서 주전 수비수로 활약하며 불가리아 대표팀에도 선발되는 등 좋은 모습을 보이자 불가리아의 명문 클럽 레프스키 소피아의 러브콜을 받았고 2000년 레프스키 소피아로 이적하였다.
2005년 제프 유나이티드 지바로 이적하였다. 데뷔 시즌 주전 수비수로 활약하며 J리그컵 우승컵을 들어올리는 데 기여하여 팀에 창단 후 첫 우승 타이틀을 안겼다. 2006 시즌에도 변함없이 주전 센터백으로 활약하며 J리그컵 2연패에 기여하였으나 2007년 아마르 오심 감독과의 불화로 팀을 떠나게 되었다.
2007 시즌 중반 산프레체 히로시마에 입단하여 리그 13경기에 출전하였으나 팀의 강등을 막지 못하였다. 하지만 팀에 잔류하여 히로시마가 1시즌 만에 1부 리그로 복귀하는 데 기여하였다. 특히 2009 시즌엔 리그 23경기에 출전하여 4골을 기록하며 팀이 2010 ACL에 진출하는 이변을 연출하는 데 혁혁한 공을 세웠고 이러한 활약을 바탕으로 국가대표팀에도 복귀하게 되었다. 하지만 2010 시즌 주전 경쟁에서 밀려나기 시작하였고 2011년 파지아노 오카야마에서 1시즌 간 활약한 후 은퇴하였다.

### 국가대표 경력
1998년 불가리아 국가대표팀에 첫 선발되었고 유로 2004에 참가하기도 하였다. 하지만 일본으로 이적한 이후 대표팀에 선발되지 못하다가 2009년 대표팀에 복귀하여 은퇴할 때까지 A매치 9경기에 출전하였다.